# فرد اسکارلت
فرد اسکارلت (انگلیسی: Fred Scarlett؛ زادهٔ ۲۹ آوریل ۱۹۷۵) قایقران روئینگ اهل بریتانیا است.